# Robert Furchgott
Robert Francis Furchgott (Charleston, 4 giugno 1916 – 19 maggio 2009) è stato un biochimico statunitense.

Nel 1998 vinse assieme a  Louis Ignarro e Ferid Murad il Premio Nobel per la medicina con la seguente motivazione: